# Torneo masculino de béisbol en los Juegos Panamericanos de 1991
El béisbol en los Juegos Panamericanos de 1991 estuvo compuesto por un único evento masculino, se disputó por primera vez en La Habana, Cuba. Por primera vez sirvió como clasificación a los Juegos Olímpicos de Barcelona 1992 otorgando dos cupos a Cuba, Puerto Rico

## Equipos participantes
- Antillas Neerlandesas
- Aruba
- Canadá(CAN)
- Cuba(CUB)
- Estados Unidos(USA)
- México(MEX)
- Nicaragua(NCA)
- Puerto Rico(PUR)
- República Dominicana(DOM)

## Primera ronda
| Posición | Selección             | Ganados | Perdidos | CA  | CP |
| -------- | --------------------- | ------- | -------- | --- | -- |
| 1        | Cuba                  | 8       | 0        | 113 | 19 |
| 2        | Estados Unidos        | 7       | 1        | 61  | 24 |
| 3        | Puerto Rico           | 5       | 3        | 65  | 52 |
| 4        | República Dominicana  | 5       | 3        | 39  | 33 |
| 5        | Nicaragua             | 4       | 4        | 51  | 36 |
| 6        | México                | 3       | 5        | 35  | 62 |
| 7        | Aruba                 | 2       | 6        | 20  | 88 |
| 8        | Canadá                | 1       | 7        | 38  | 63 |
| 9        | Antillas Neerlandesas | 1       | 7        | 28  | 59 |

|  |                             |
|  | Clasificados a semifinales. |

## Fase final
La semifinal fue disputada de la siguiente manera: 1° vs. 4° y 2° vs. 3° según las posiciones de la primera ronda.
|  | Semifinal            | Semifinal            | Semifinal   |             |      | Final | Final | Final |  |
|  |                      |                      |             |             |      |       |       |       |  |
|  |                      |                      |             |             |      |       |       |       |  |
|  | Cuba                 | Cuba                 | 14          |             |      |       |       |       |  |
|  | Cuba                 | Cuba                 | 14          |             |      |       |       |       |  |
|  | República Dominicana | República Dominicana | 5           |             |      |       |       |       |  |
|  | República Dominicana | República Dominicana | 5           |             | Cuba | Cuba  | 18    |       |  |
|  |                      |                      |             |             | Cuba | Cuba  | 18    |       |  |
|  |                      |                      | Puerto Rico | Puerto Rico | 3    |       |       |       |  |
|  | Puerto Rico          | Puerto Rico          | Puerto Rico | Puerto Rico | 3    | 7     |       |       |  |
|  | Puerto Rico          | Puerto Rico          |             |             |      | 7     |       |       |  |
|  | Estados Unidos       | Estados Unidos       | 1           |             |      |       |       |       |  |
|  | Estados Unidos       | Estados Unidos       | 1           |             |      |       |       |       |  |
|  |                      |                      |             |             |      |       |       |       |  |

- Estados Unidos venció 2-1 a  República Dominicana en 15 entradas por la medalla de bronce .